# Commelina rufipes
Commelina rufipes là một loài thực vật có hoa trong họ Commelinaceae. Loài này được Seub. mô tả khoa học đầu tiên năm 1855.